# TOKIMEKI Runners
《TOKIMEKI Runners》是日本聲優偶像團體虹咲學園學園偶像同好會的首張專輯，於2018年11月21日由Lantis發行。同名主打歌由全體成員演唱，為手機遊戲《Love Live! 學園偶像祭 ALL STARS》的主題曲。

## 概要
該專輯為「Love Live!」企劃首次以專輯形式發行的全員新曲。同名主打歌由虹咲學園學園偶像同好會全體成員演唱，為手機遊戲《Love Live! 學園偶像祭 ALL STARS》的主題曲；其餘9首為九名成員的個人歌曲，分別在AbemaTV於2018年8月18日、9月1日和9月15日播出的《Love Live! 虹咲學園學園偶像同好會 AbemaTV Ultra Games印象女孩決定戰》節目中公開試聽版。專輯中除收錄10首歌曲外，還收錄了〈TOKIMEKI Runners〉的音樂影片及《Love Live! 學園偶像祭 ALL STARS》的開場動畫。
僅隨初版專輯附送2019年3月30日免費現場活動的抽選券、9款虹學成員卡片的其中一款，以及能在《Love Live! 學園偶像祭 ALL STARS》中獲得1張已覺醒SR卡片的輸入編號。
另外，該專輯個人歌曲的作詞並未如往常「Love Live!」企劃的單曲或者正規專輯一樣由畑亞貴一手包辦，而是交給了其他音樂人進行創作。
自從飾演三船栞子的小泉萌香在2020年8月3日正式加入虹學，現場演唱的全體合唱曲隨之改為《TOKIMEKI Runners（學園偶像祭 ALL STARS劇情17章插曲Ver.）》。該版本收錄於虹學第3張專輯《Just Believe!!!》。
自2021年9月1日飾演鍾嵐珠的法元明菜及飾演米雅．泰勒的內田秀加入後，現場全體演唱版本改為《TOKIMEKI Runners（12人Ver.）》，並於2022年10月28日發行的動畫《虹咲學園學園偶像同好會》第二期第5卷BD的特典中發布。另外，此曲亦會因應現場演出需要編制不同人數、組合演出的版本。
優木雪菜主唱的〈CHASE!〉是2020年10月電視動畫《Love Live! 虹咲學園學園偶像同好會》的第1首插曲。

## 宣傳、現場演出
2018年9月20日，東京電玩展2018的武士道攤位舉辦了「Love Live!系列發布會」，其中公布的消息包括虹學將於同年11月21日發行出道專輯，以及會先行於網上發行9首個人歌曲的遊戲長度版本。同年11月10日，虹學在東京台場DiverCity東京購物商場的2樓節慶廣場舉辦發行紀念活動。這是該團體的首次演唱活動，她們在該活動中演唱了主打曲〈TOKIMEKI Runners〉。
2019年3月30日，虹學在品川Stellar Ball音樂廳舉辦《TOKIMEKI Runners》發行紀念演唱會活動。她們在這次活動中首次現場演唱各自的個人歌曲。她們演唱時，背景螢幕會播放《Love Live! 學園偶像祭 ALL STARS》中對應歌曲的遊戲影片，她們也會身穿跟遊戲影片相同的服裝。在各人唱完自己的個人歌曲後，她們在最後合唱〈TOKIMEKI Runners〉，作為演唱會的結束。
以上發行紀念活動的錄影收錄於2019年8月21日發行的藍光光碟《Love Live! 虹咲學園學園偶像同好會 Memorial Disc ～Blooming Rainbow～》。

## 反響
《TOKIMEKI Runners》以約2.21萬張的首週銷量，獲得Oricon公信榜專輯週榜第5位，截至2020年12月20日上榜25次。另外，該專輯亦在《告示牌》日本熱門專輯週榜上獲得第5位。

## 收錄曲目
括弧中的中文翻譯僅供參考，並非官方翻譯。

### CD
| 曲序     | 曲目                           |                       | 作曲                    | 编曲                  | 演唱                     | 时长  |
| -------- | ------------------------------ | --------------------- | ----------------------- | --------------------- | ------------------------ | ----- |
| 1.       | TOKIMEKI Runners（心動追夢人） | 畑亞貴                | 矢鴇司                  | 矢鴇司                | 虹咲學園學園偶像同好會   | 4:36  |
| 2.       | （追夢的一步）                 | Akira Sunset          | Akira Sunset            | 菊池博人              | 上原步夢（大西亞玖璃）   | 4:48  |
| 3.       | （鑽石）                       | 鈴木惠玲香、JOE       | 鈴木惠玲香、JOE         | tasuku                | 中須霞（相良茉優）       | 3:54  |
| 4.       | （你心中理想的女主角）         | 月見草                | 月見草                  | 遠藤直樹              | 櫻阪雫（前田佳織里）     | 5:26  |
| 5.       | Starlight（星光）              | BEATNINE              | BEATNINE                | BEATNINE              | 朝香果林（久保田未夢）   | 3:45  |
| 6.       | （全力出發！！）               | Akira Sunset          | Akira Sunset、Carlos K. | Carlos K.             | 宮下愛（村上奈津實）     | 4:49  |
| 7.       | （好想去沉睡的森林）           | Ryota Saito、Diz      | Ryota Saito、Diz        | Ryota Saito、Diz      | 近江彼方（鬼頭明里）     | 3:24  |
| 8.       | CHASE!（追尋！）               | 鈴木惠玲香、JOE       | 鈴木惠玲香、JOE         | tasuku                | 優木雪菜（楠木燈）       | 4:18  |
| 9.       | Evergreen（常青樹）            | Ryota Saito、近谷直之 | Ryota Saito、近谷直之   | Ryota Saito、近谷直之 | 艾瑪·薇蒂（指出毬亞）    | 4:56  |
| 10.      | （心跳電波☆感情）              | NOVECHIKA、菊池博人   | NOVECHIKA、菊池博人     | NOVECHIKA、菊池博人   | 天王寺璃奈（田中千惠美） | 4:30  |
| 总时长： | 总时长：                       | 总时长：              | 总时长：                | 总时长：              | 总时长：                 | 44:26 |

### DVD
| 曲序     | 曲目                                        | 时长  |
| -------- | ------------------------------------------- | ----- |
| 1.       | TOKIMEKI Runners（動畫音樂影片）            | 6:21  |
| 2.       | 《Love Live! 學園偶像祭 ALL STARS》開場動畫 | 4:48  |
| 总时长： | 总时长：                                    | 11:09 |

#### 音樂影片製作人員
- 企劃：佐佐木新、井上俊次、廣瀨何彥、青柳昌行
- 原作：矢立肇
- 原案：公野櫻子
- 設計工作：KLabGames
- 腳本：EDEN'S NOTES
- 音響監督：長崎行男
- 音樂製作人：大久保隆一、高橋亞彌
- 音樂製作：Lantis、日昇音樂出版
- 映射製作：DRAWIZ
- 監督、演出：辰口智樹
- 企劃製作人：若林悠紀
- 製作人：大塚大
- 製作：Project Love Live!（日昇、萬代南夢宮藝術、武士道、角川）

## 外部連結
- 虹咲學園學園偶像同好會官方網站 （页面存档备份，存于）（日語）
- Lantis的介紹頁面 （页面存档备份，存于）（日語）